# Chiaverano
Chiaverano là một đô thị ở tỉnh Torino trong vùng Piedmont, có vị trí cách khoảng 50 km về phía đông bắc của Torino, nước Ý. Tại thời điểm ngày 31 tháng 12 năm 2004, đô thị này có dân số 2.226 người và diện tích là 12,0 km².
Đô thị Chiaverano có các frazioni (các đơn vị trực thuộc, chủ yếu là các làng) Bienca.
Chiaverano giáp các đô thị: Donato, Andrate, Borgofranco d'Ivrea, Sala Biellese, Torrazzo, Montalto Dora, Burolo, Ivrea, và Cascinette d'Ivrea.